# Banchogastra nigra
Banchogastra nigra là một loài tò vò trong họ Ichneumonidae.